# Piano nobile
Piano nobile је главни спрат у просторној организацији репрезентативне куће, палате или виле, на ком се налазе просторије за пријем и гостинске собе. У литератури се често користи и назив француског порекла белетаж (bel étage). То је најчешће први спрат грађевине, смештен изнад приземља (у ком се налазе помоћне просторије: оставе, кухиња, просторије за послугу, итд.). Piano nobile је често надвишен најмање још једним спратом са приватним просторијама. 
Издизањем главног спрата изнад нивоа тла спречава се продор влаге до репрезентативних просторија, обезбеђује се лепши поглед, и омогућава оптимална организација живота унутар куће. Piano nobile обично има посебан улаз (истакнут портиком, лођом, аркадама, пиластрима, забатом, увучен или истурен), до ког се долази спољашњим степеништем, тако да посетиоци не морају да пролазе кроз неугледне просторије у приземљу. Његова спратна висина већа је од спратне висине других нивоа. Хијерархија спратова се запажа и на фасади: за разлику од приземља, које је обично рустично обрађено, ниско и неупадљиво (Паладијева Villa Rotonda у близини Виченце, 1550–1551), или заклоњено тремом (Ђулијано да Сангало, Вила Медичи, Пођо а Кајано, око 1485), и виших спратова, Piano nobile се истиче већим прозорима, балконима и генерално богатијим украсом (Палата Фоскари, Венеција, око 1452).

## Галерија
- Вила Медичи, Фијезоле
- Палата Киђи у Риму: piano nobile је истакнут богатије украшеним прозорима
- Андреа Паладио, Вила Ротонда код Виченце
- Андреа Паладио, Вила Фоскари у Мири код Венеције
- Piano nobile (основа), Вила Фоскари у Мири код Венеције
- Палата Мадама у Торину
- Piano nobile (унутрашњост) Палате Мадама у Торину